# Salesius Mayer
Salesius Mayer OCist (* 28. Mai 1816 in Röhrsdorf; † 19. November 1876 in Osek) war Hochschullehrer und Abt des Klosters Osek.

## Leben
Mayer trat 1836 in das Kloster Osek ein, studierte Theologie in Leitmeritz und wurde 1841 zum Priester geweiht. 1844 von der Universität Prag zum Doktor der Theologie promoviert, lehrte er alttestamentliches Bibelstudium und orientalische Sprachen an der Hauslehranstalt des Klosters, seit 1853 in Olmütz. Seit 1850 supplierte er Moraltheologie an der Universität Prag und erhielt 1856 den moraltheologischen Lehrstuhl.
1853 wurde er vom Prager Erzbischof Friedrich zu Schwarzenberg zum Sekretär für Ordensangelegenheiten ernannt, den er 1869/70 als Berater zum 1. Vatikanischen Konzil begleitete. 1857 und 1860 war er Dekan der theologischen Fakultät, 1874 Rektor der Universität Prag und wurde am 20. Mai 1875 zum Abt gewählt. Er ließ die Stiftsbibliothek erweitern und die Kirche und Teile der Klostergebäude renovieren, starb aber schon im November des folgenden Jahres. Er verfasste mehrere Beiträge zu Wetzer und Weltes Kirchenlexikon.